# Ілянка
Їлянка (Єльонка, пол. Jelonka) — село в Польщі, у гміні Дубичі Церковні Гайнівського повіту Підляського воєводства. Населення — 62 особи (2011).

## Історія
Вперше згадується 1560 року.
У 1975—1998 роках село належало до Білостоцького воєводства.

## Демографія
Демографічна структура станом на 31 березня 2011 року:
|          | Загалом | Допрацездатний вік | Працездатний вік | Постпрацездатний вік |
| -------- | ------- | ------------------ | ---------------- | -------------------- |
| Чоловіки | 27      | 2                  | 15               | 10                   |
| Жінки    | 35      | 5                  | 11               | 19                   |
| Разом    | 62      | 7                  | 26               | 29                   |